# Eugen Geiwitz
Eugen Geiwitz (14 de diciembre de 1901-14 de abril de 1984) fue un deportista alemán que compitió en esgrima, especialista en la modalidad de espada. Ganó una medalla de bronce en el Campeonato Mundial de Esgrima de 1935 en la prueba de por equipos.

## Palmarés internacional
| Campeonato Mundial | Campeonato Mundial | Campeonato Mundial | Campeonato Mundial |
| Año                | Lugar              | Medalla            | Prueba             |
| ------------------ | ------------------ | ------------------ | ------------------ |
| 1935               | Lausana (Suiza)    | Medalla de bronce  | Espada por equipos |